# 三野輪有紀
三野輪 有紀（みのわ ゆき　1970年 - ）は、日本の元女優・声優。東京都出身。スターダストプロモーションに所属していた。

## 出演

### TVドラマ
- おふくろシリーズ（1988年、CX） - 母ーちゃん（ちゃーちゃん）
- 花のあすか組! 第13話「時をかけるアスカ」（1988年、CX） - エリ
- いけない女子高物語（1990年、NTV） - 奈菜　第五回「バレンタイン革命」　主演
- 見えない窓（1990年、KTV）
- 世にも奇妙な物語（1991年、CX）「廃校七番目の不思議」
- 君の名は（1991年、NHK）(205)(209)(211)(221)(222)(231)(233)
- パパとなっちゃん（1991年、TBS）第6話
- 霊感商法株式会社（1991年、TBS）「ラスト・コンサート」
- オンナって不思議（1991年、TBS）「結婚への道」
- 世にも奇妙な物語(2)（1991年、CX）「ボールペン」
- 映画みたいな恋したい（1991年、TX）「レ・ミゼラブル」（11月30日）
- 東京エレベーターガール（1992年、TBS）
- 大人は判ってくれない（1992年、CX）第4回『神様の前でついた嘘』
- 僕の歌は君の歌（1992年、CTV）
- 北の国から'92巣立ち（1992年、CX）

### TVその他
- 少女雑貨専門TV エクボ堂（1988年、TX） - レポーター
- パオパオチャンネル（1998年～1989年、ANB）「大竹ラボ」 - 木曜日レギュラー

### 映画
- 櫻の園（1990年ニュー・センチュリー・プロデューサーズ＝サントリー、配給アルゴプロジェクト） - 大町真由美（トロフィーモフ）
- オクトパスアーミー シブヤで会いたい（1990年及川中監督・パイオニアLDCの劇場映画製作第1弾作品）
- 巨乳ハンター2 アドベンチャー・サマー（1990年製作・発売：東北新社、販売：ビデオ・グラフ）
- おもひでぽろぽろ（1991年監督・脚本は高畑勲：スタジオジブリ） - ヤエ子
- リカちゃん ふしぎな魔法のリング（1991年） - ルナール